# Revolución Reivindicadora
La Revolución Reivindicadora fue una guerra civil en Venezuela entre los partidarios y detractores de Antonio Guzmán Blanco librada entre diciembre de 1878 y febrero de 1879.

## Origen
El gobierno del presidente Francisco Linares Alcántara se había caracterizado por un fuerte antiguzmancismo, derribando estatuas de Guzmán Blanco y persiguiendo a sus partidarios. Linares Alcántara moriría en noviembre de 1878, entonces la asamblea constituyente elegiría al partidario de Linares Alcántara, José Gregorio Valera como Presidente de la República.

## Hechos
José Gregorio Cedeño fue designado vicepresidente, cargo que rehusó aceptar proclamando el 29 de diciembre de 1878 la autonomía del estado Carabobo y desconociendo el gobierno de Valera. Los rebeldes reconocieron como líder supremo al general Antonio Guzmán Blanco, quien se encontraba en París.
Cedeño, jefe de los reivindicadores, dirigió la campaña durante enero de 1879, José Gregorio Valera intenta sofocar la rebelión pero es derrotado en la batalla de La Victoria el 6 de febrero de 1879. El 13 de febrero entró el Ejército Reivindicador en Caracas y el 26 de ese mes asumiría la presidencia Antonio Guzmán Blanco.